# Francia Flandria

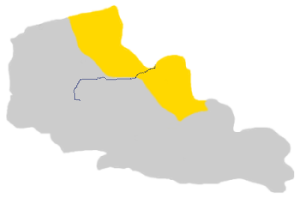
A Francia Flandria néven ismert terület a Nord-Pas-de-Calais régióban található és a Lys folyó szeli keresztül. A folyótól északra Westhoek, attól délre Flamand Lille található.

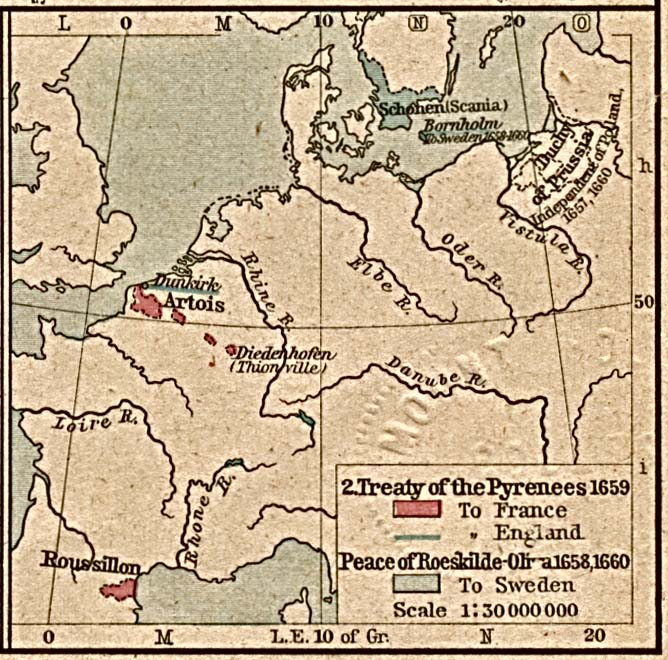
A pireneusi szerződés értelmében bekövetkezett területi változások

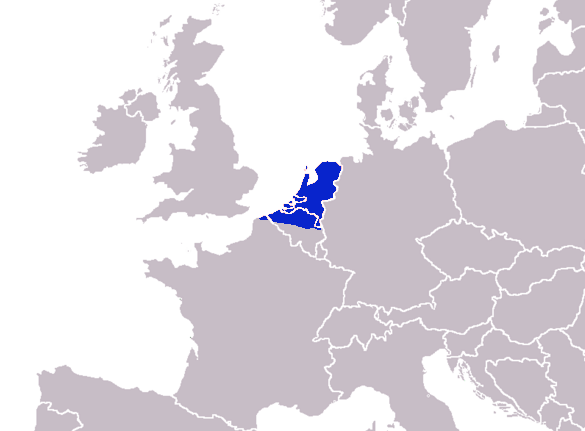
A holland nyelv elterjedését Sprachraum, bemutató térkép, amely magában foglalja Francia Flandriát is.

A Francia Flandria (franciául:La Flandre française; hollandul:Frans-Vlaanderen) néven ismert régió a középkori Flandria, illetve a Flamand Grófság része volt. A terület ma Franciaország része, a Nord-Pas-de-Calais régióban, a Nord megyében található, ahol a lakosság egy része még ma is beszéli a holland nyelvet. A régió nagyjából egybeesik a belga határhoz közel található Lille,  Douai és Dunkirk körzetekkel.

## Földrajza
Francia Flandria területe túlnyomórészt mocsaras-homokos talajú síkság, az Északi-tenger déli partvidékén található. Legnagyobb vízfolyása a Lys folyó, amely két részre osztja a régiót. Jelentős szénlelőhelyek találhatók itt.
1. Az északnyugati Westhoek a Lys és az Északi-tenger között terül el, nagyjából a mai Dunkirk körzetben.
2. A Flamand Lille (franciául: La Flandre Lilloise; hollandul: Rijsels-Vlaanderen), amely korábban a belga Vallónia régió része volt, a Lys folyótól délre, Lille és Douai körzetekben található.

A parti síkság lényegében a tengerszint felett pár méteres magasságban húzódik. Az egyetlen jelentős domborzati tényezó a Monts-dombság, amely helyenként eléri a tengerszint feletti 200 méteres magasságot is. Ennek része a Cap Blanc Nez néven ismert sziklafal, amely a doveri szorosra névő mészkőszikla-földnyelvek geológiai ikertestvére.

## Története
A terület, előnyös elhelyezkedése és az itt található széntelepek miatt, számos alkalommal gazdát cserélt. Francia Flandria, mint azt neve is mutatja, a 9. századtól a Flamand Grófság része volt és bár a francia királyok számos alkalommal próbálták a területet saját befolyásuk alá vonni, az idővel a burgundi hercegség, majd még később, V. Károly uralkodásával Spanyol-Németalföld része lett.
A terület nagy részét a francia-spanyol harmincéves háborút lezáró, 1659-ben megkötött pireneusi szerződés juttatta a francia koronának. A francia király 1662-ben megvásárolta Dunkirk városát és környékét, majd 1667-ben meghódította Lille, Douai és Orchies városokat is.
További kisebb részek az 1668-ban és 1678-ban megkötött további szerződésekkel kerültek francia uralom alá. A francia forradalom előtt a területet a „Flandre et Hainaut” tartományba szervezték.
A modern Francia közigazgatási rendszer kialakulása során Francia Flandria nagy része a Nord megye része lett. Egy kisebb rész, Artois grófsága, amelyet 1237-ben megszereztek a franciák, ma a Pas-de-Calais megye része.
A második világháborús német megszállás során Nord-Pas-de-Calais teljes területe a belgiumi német katonai kormányzathoz tartozott Belgien-Nordfrankreich néven. A terület közigazgatási vezetője egy Reichskommissar volt és névleg a flandriai Reichsgau része volt.

## Nyelv
Nyelvi szempontból Francia Flandria két részre oszlik, hiszen a régión keresztül húzódik az újlatin és a germán nyelveket elválasztó képzeletbeli határ. Az északi részen, Westhoek területén a holland nyelv egyik helyi nyelvjárást, a nyugat-flamandot (hollandul: West-Vlaams, franciául: Flamand occidental) használták, bár ma már csak kevesen használják első nyelvként. A déli részen hagyományosan a francia egyik nyelvjárást, a pikárdiait és annak változatait használták és ma már ezt is kevesen beszélik anyanyelvi szinten. A szabványos francia nyelv használata jórészt kiszorította ezeket a nyelvjárásokat a mindennapi életből.